# Ivar Arosenius
Ivar Arosenius (8 de outubro de 1878 – 2 de janeiro de 1909) foi um pintor sueco e autor de livros infantis ilustrados. Atualmente, uma grande parte das suas pinturas estão expostas no Museu de Arte de Gotemburgo.

Entre as suas obras emblemáticas, estão a pintura "A menina e a vela" (Flickan vid ljuset) e o livro infantil "A viagem do gato" (Kattresan).

## Galeria

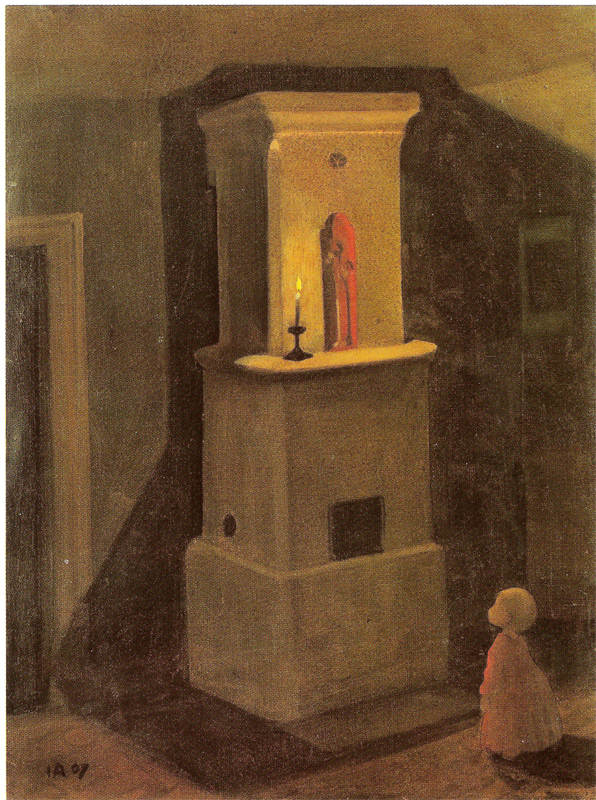
Flickan vid ljuset (A menina e a vela) 1907
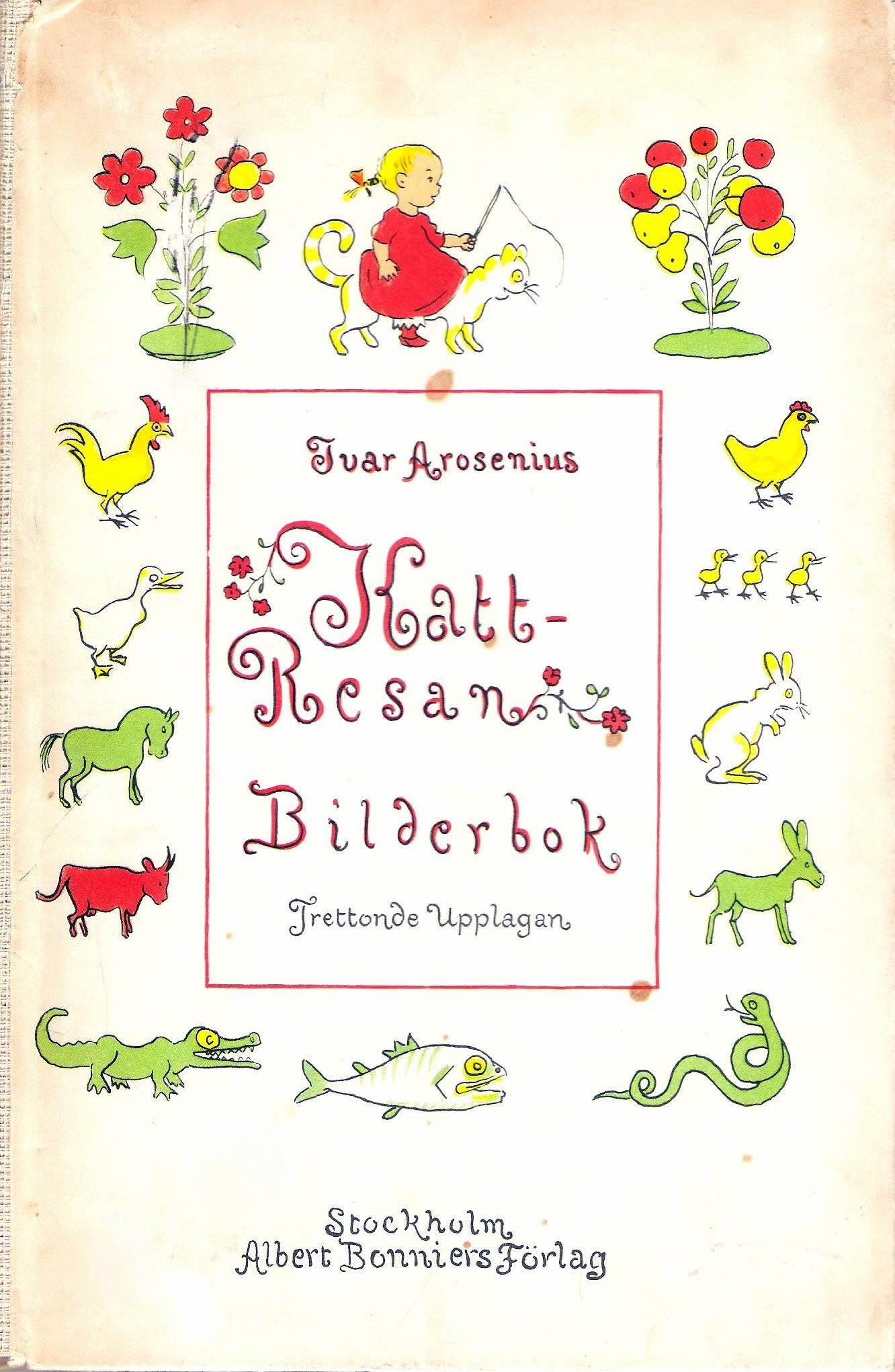
Kattresan (A viagem do gato) 1909
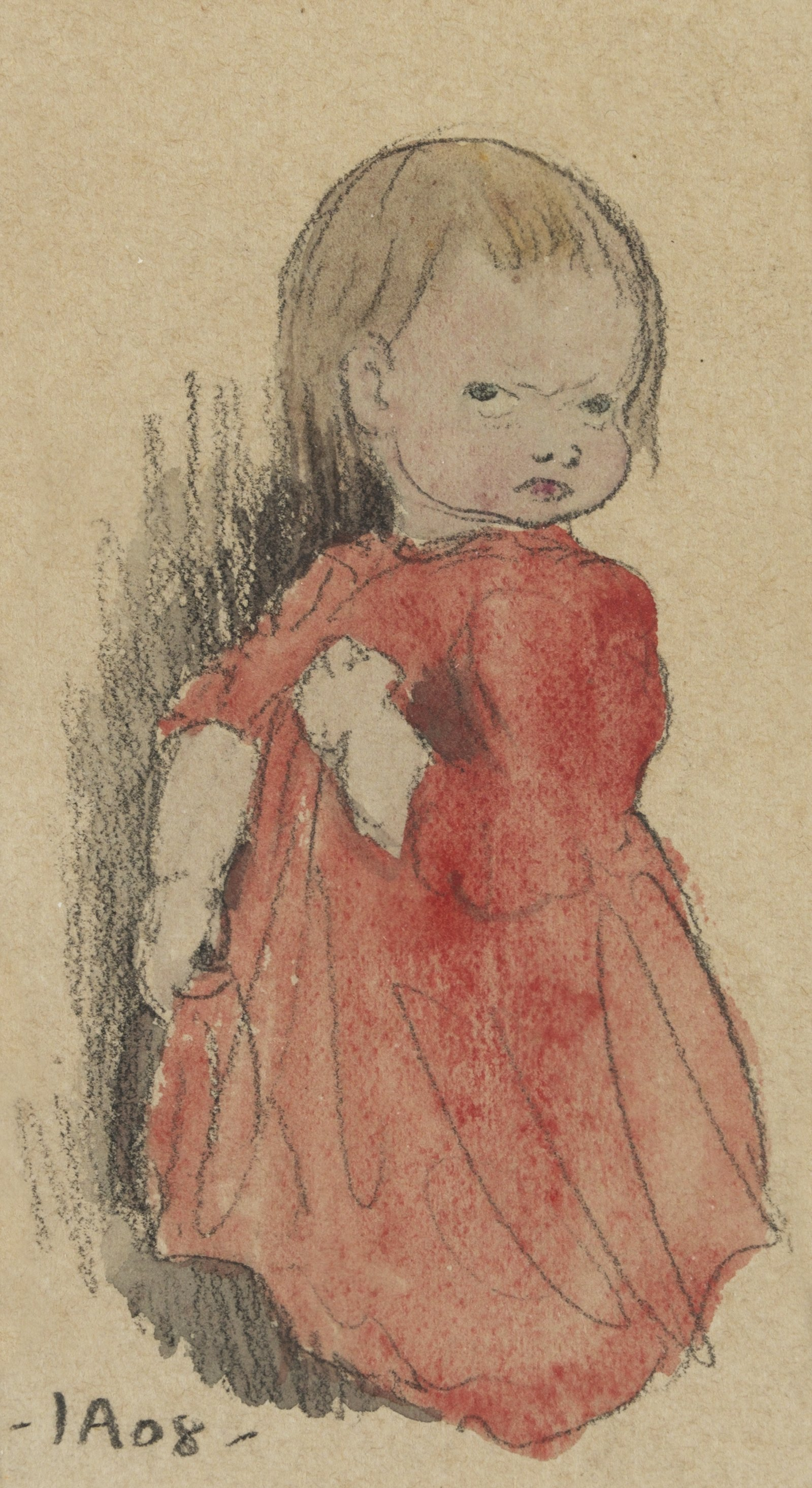
Lillan 1908.
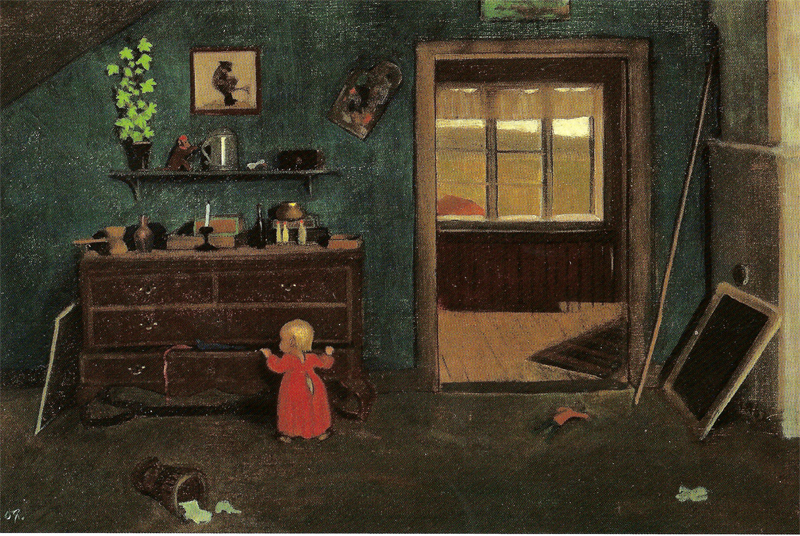
A menina e a cómoda
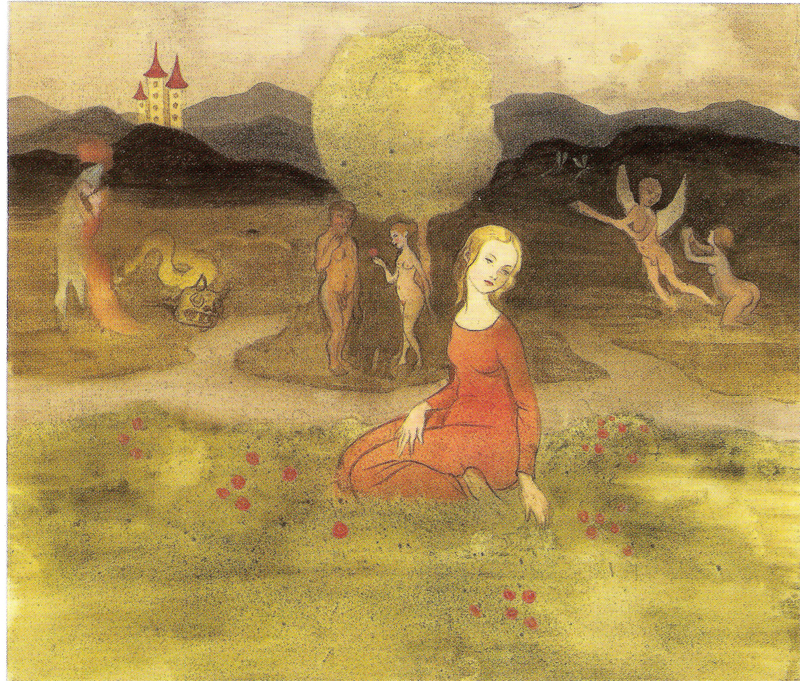
Kärleksdrömmar Sonhos de amor 1905
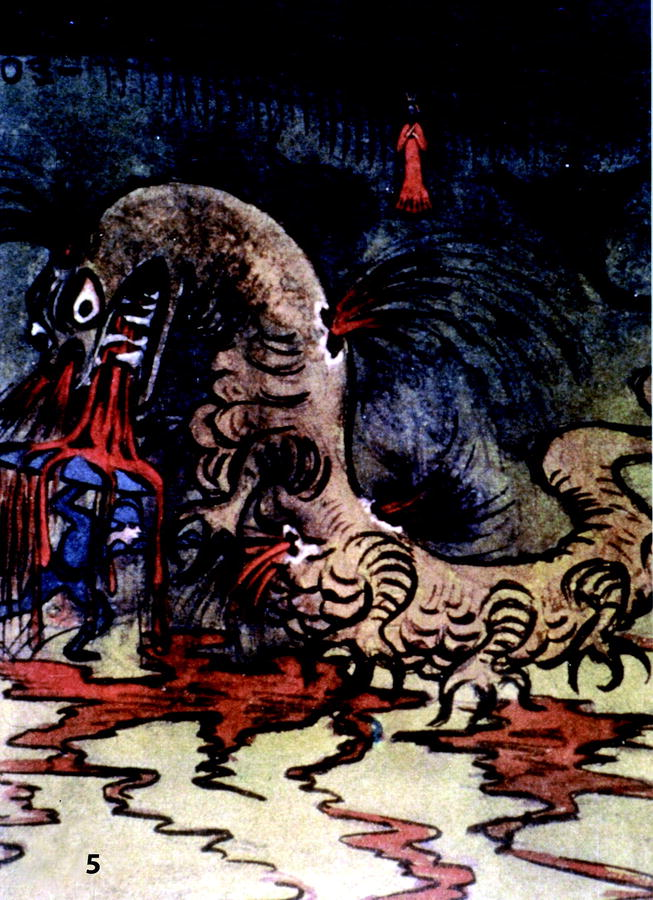
São Jorge batendo o dragão